# Аллилуйя (жанр)

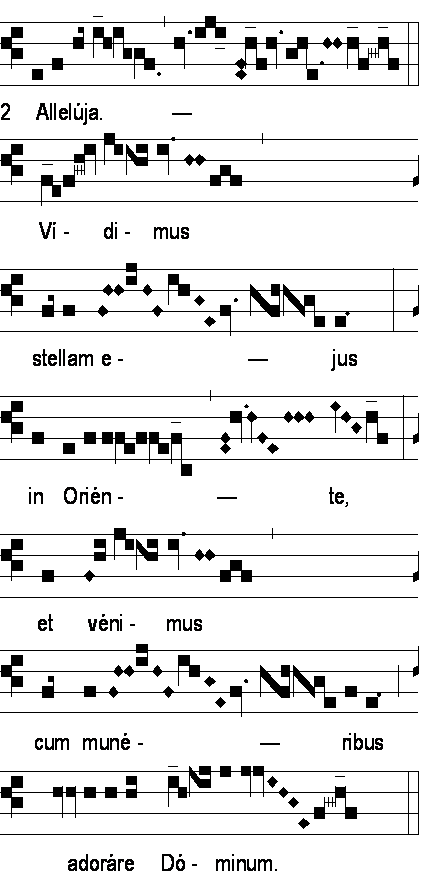
Аллилуйя Vidimus stellam (в традиционной квадратной нотации)

Аллилуйя (лат. alleluia) – текстомузыкальная форма и литургический жанр[неизвестный термин] григорианского хорала (cantus planus) в проприи мессы, респонсорного типа, хор возглашает «аллилуйя», затем солист распевает псалмовый стих (versus alleluiaticus), затем следует репризное проведение хоровой аллилуйи.
Исполняется в течение всего церковного года кроме Великого поста (также некоторых постных и покаянных дней непосредственно до него) и заупокойных служб, когда на месте аллилуйи исполняется тракт. Отличается богатой мелизматикой, требующей от хора и солиста определённого технического мастерства. Заключительный обширный распев в хоровой части (последнего слога -a) получил особое название юбиляции (jubilus). Из тропирования юбиляций в IX—X веках возникла (первоначально для запоминания ненотированных долгих мелизмов) секвенция.
При ссылках на ту или иную конкретную аллилуйю (помимо самого слова alleluia) принято указывать инципит связанного с ней псалмового стиха (верса), например, «Аллилуйя Nativitas» (Перотина), «Аллилуйя Pascha nostrum» (что означает аллилуйя с версом Pascha nostrum) и т. п.
Помимо особого жанра, возглас «аллилуйя» иногда завершает песнопения проприя мессы и оффиция — интроит, офферторий, коммунио, антифоны пасхального цикла и др.